# 双桥路站
双桥路站位于中国四川省成都市成华区双福二路二环路口，是成都地铁4号线和成都地铁8号线的地下岛式车站，于2015年12月26日启用，因临近双桥路而得名。

## 车站构造
本站有两个岛式月台。其中，4号线站台位于地下二层，8号线站台为地下三层岛式明挖车站，主体结构深基坑深约27米，长约200.4米，车站总建筑面积约16977平方米。
|                   |  | 4号线往西河（万年场） |
| 島式 · 開左邊车门 |  |                       |
|                   |  | 4号线往万盛（玉双路） |

|                                  |  | 8号线往桂龙路（万年路） |
| 島式 · 開左邊车门 · 无障碍卫生间 |  |                         |
|                                  |  | 8号线往龙港（东大路）   |

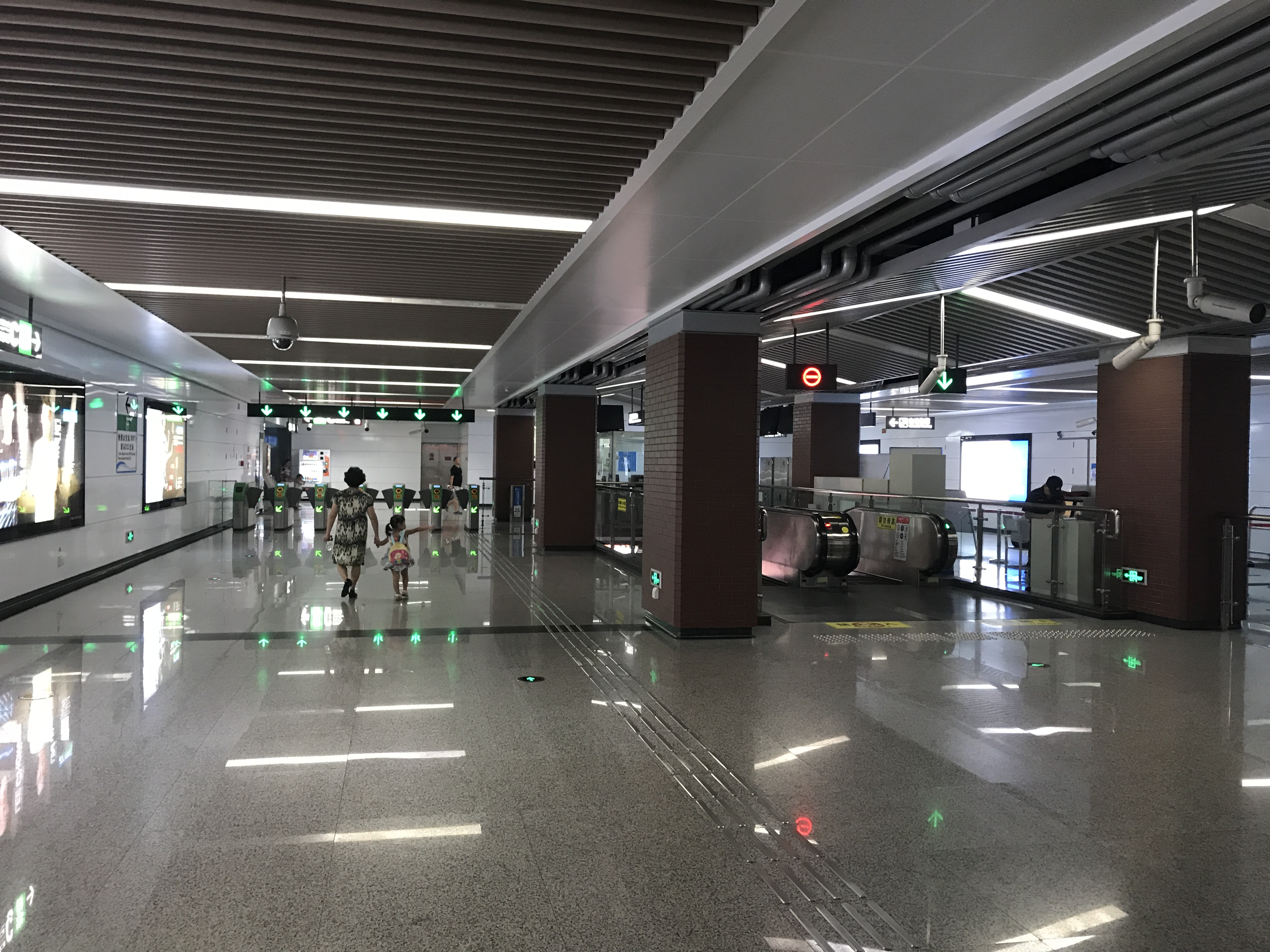
4号线站厅层
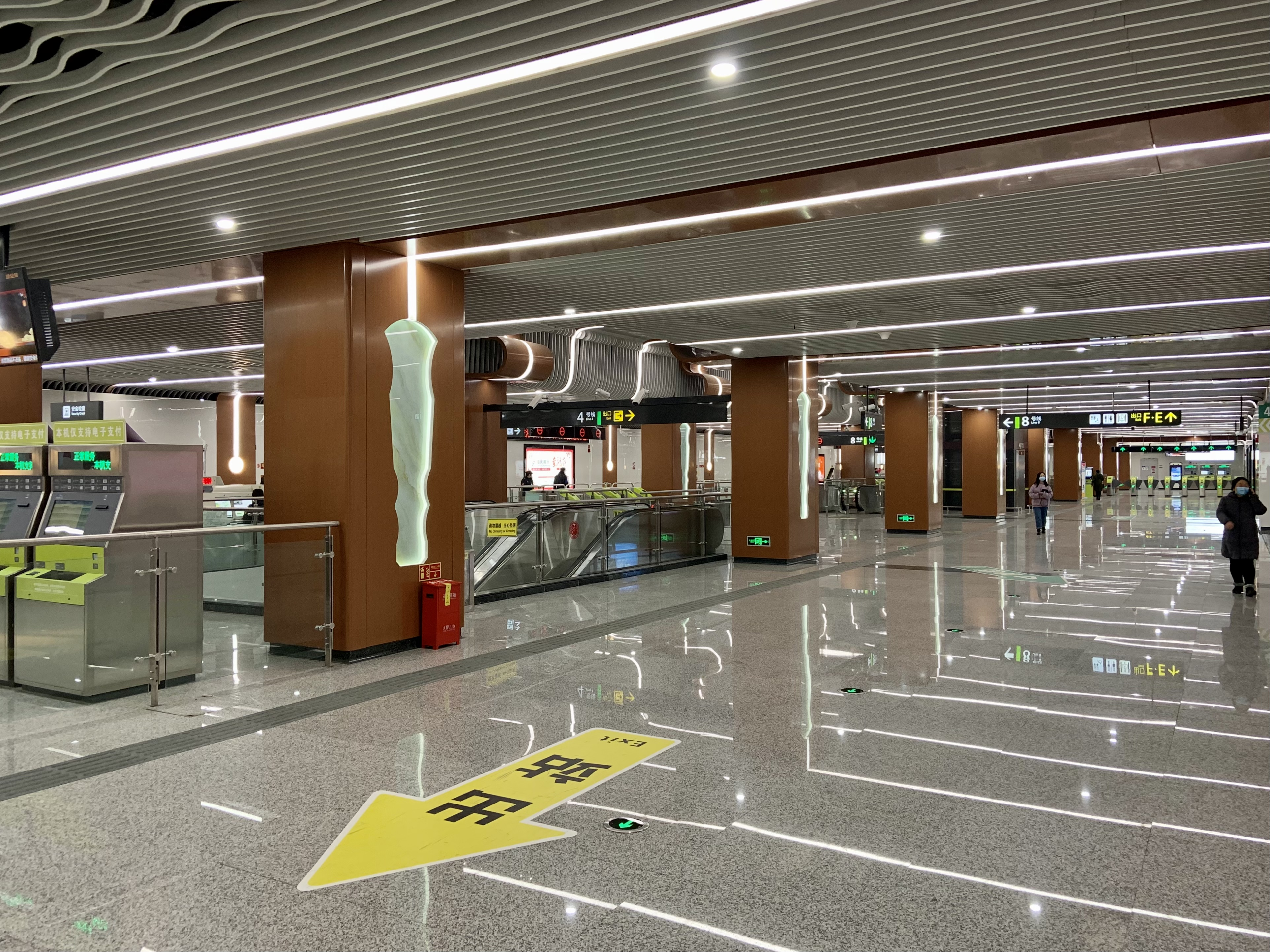
8号线站厅层
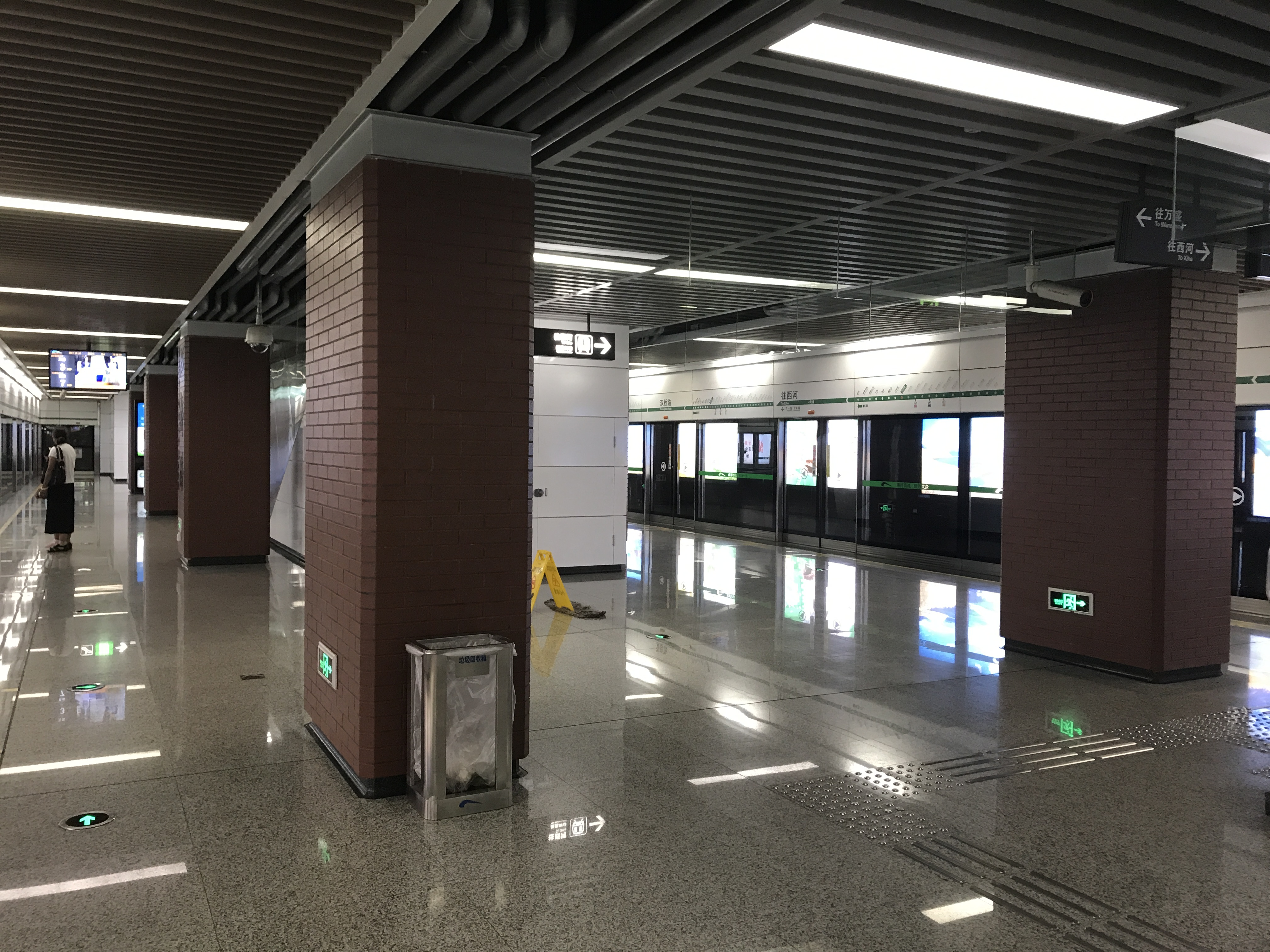
4号线站台层
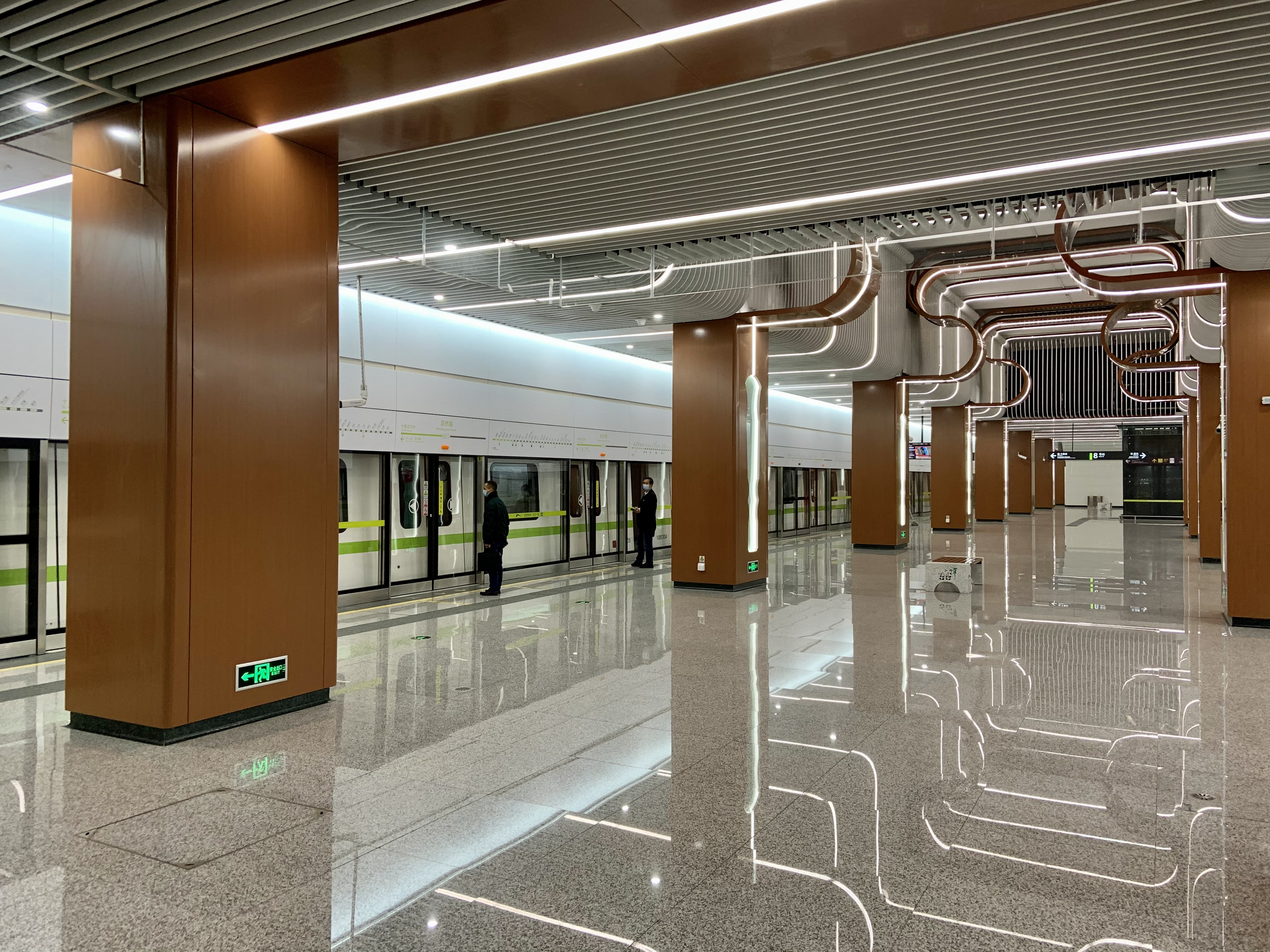
8号线站台层
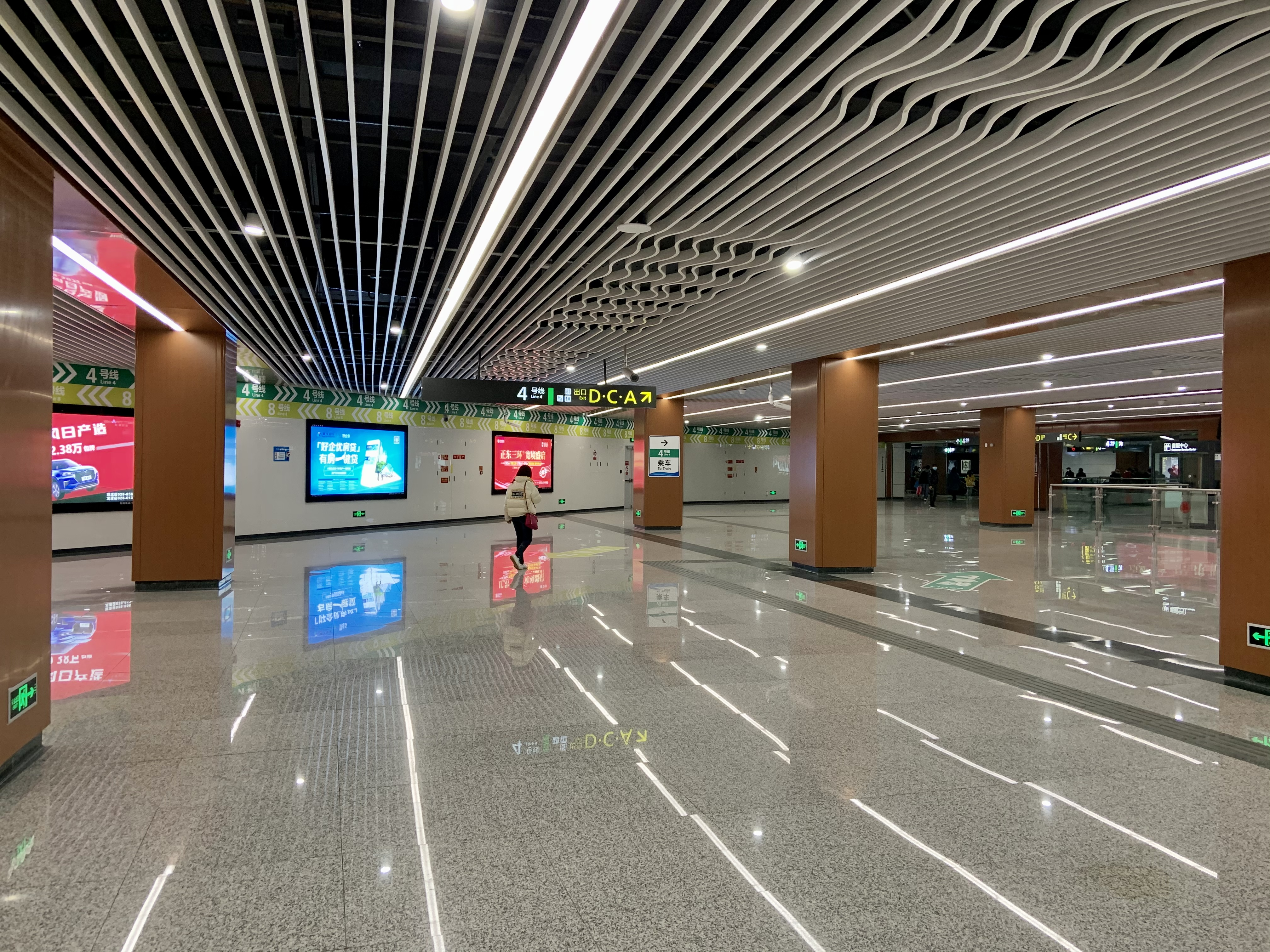
两站厅换乘处
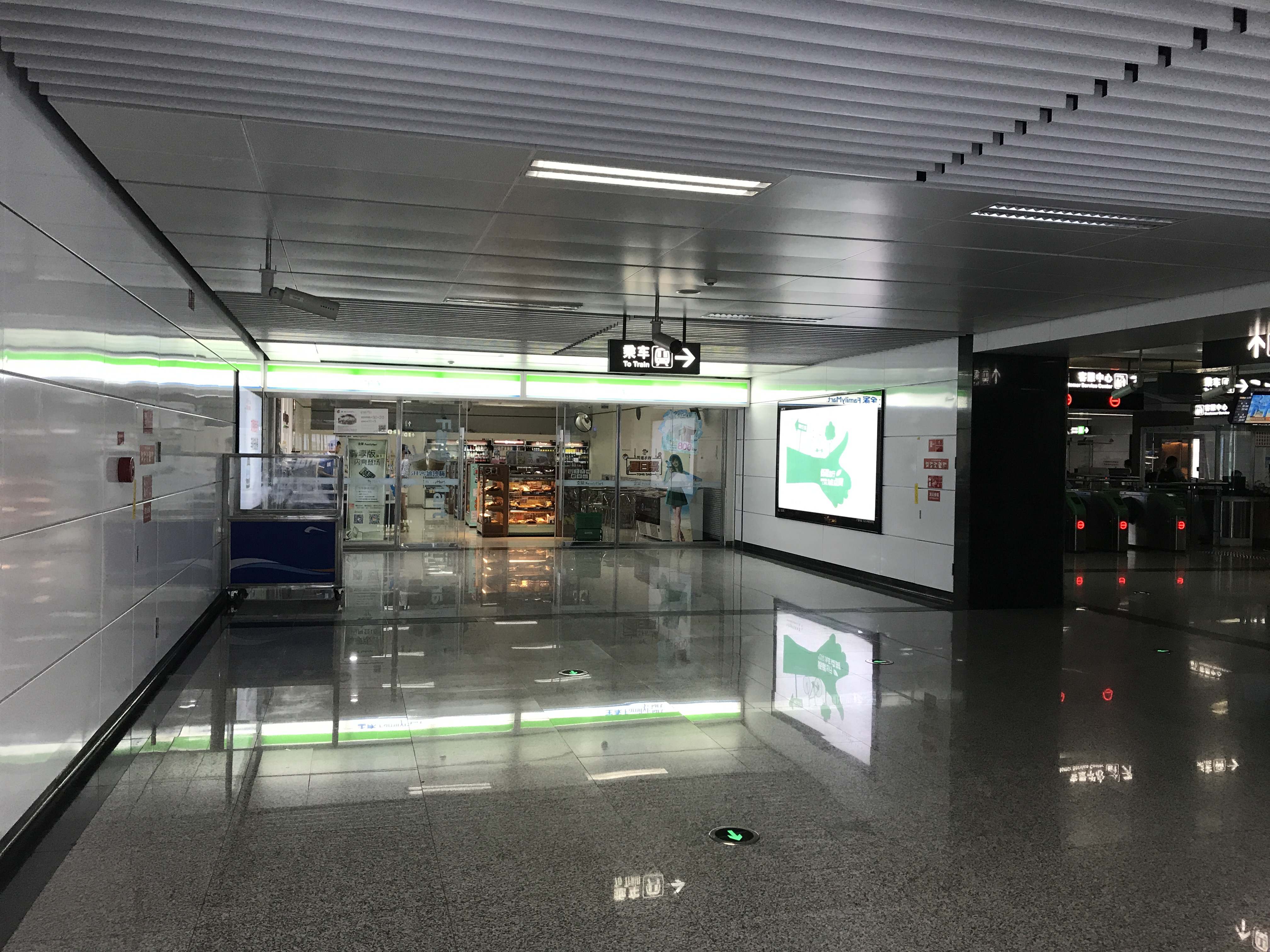
站内商店

## 内装与公共艺术

### 4号线部分
本站设计主题：成都工业的记忆。
因站位于成都曾经的东郊老工业区核心企业成都420厂原址附近，所以成为4号线重点文化站，以“成都工业的记忆”为主题。本站工业设计风格简单粗犷，以工业水管装饰天花，并以“红砖”装饰柱面把人们带回50年代，永久留住东郊工业文明时代之印记。

#### 艺术墙《420记忆》

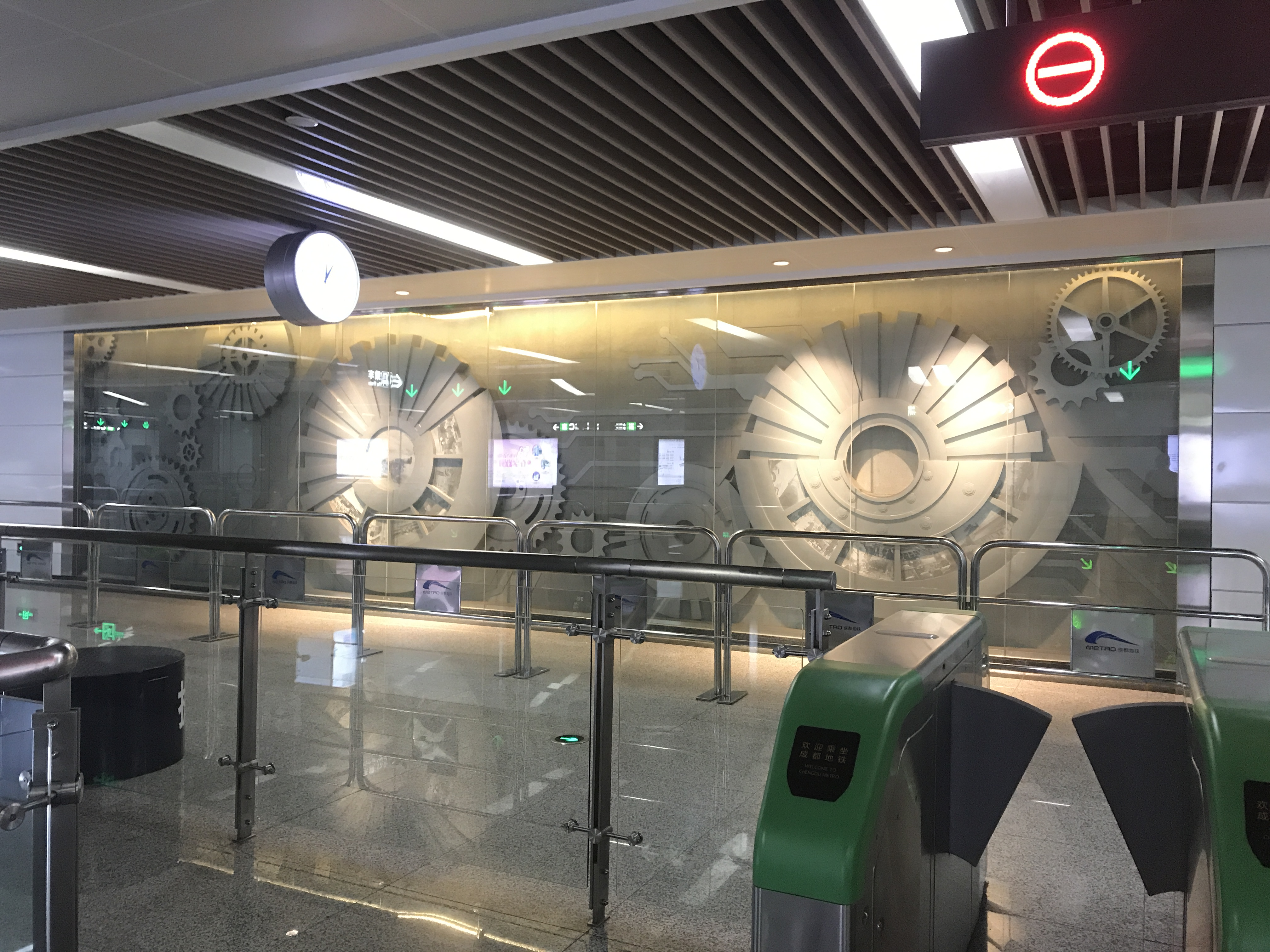
“420记忆”艺术墙

以“齿轮”为主题，嵌入工业时代之老照片，体现特有的历史文化。

### 8号线部分
本站特色主题为古琴。

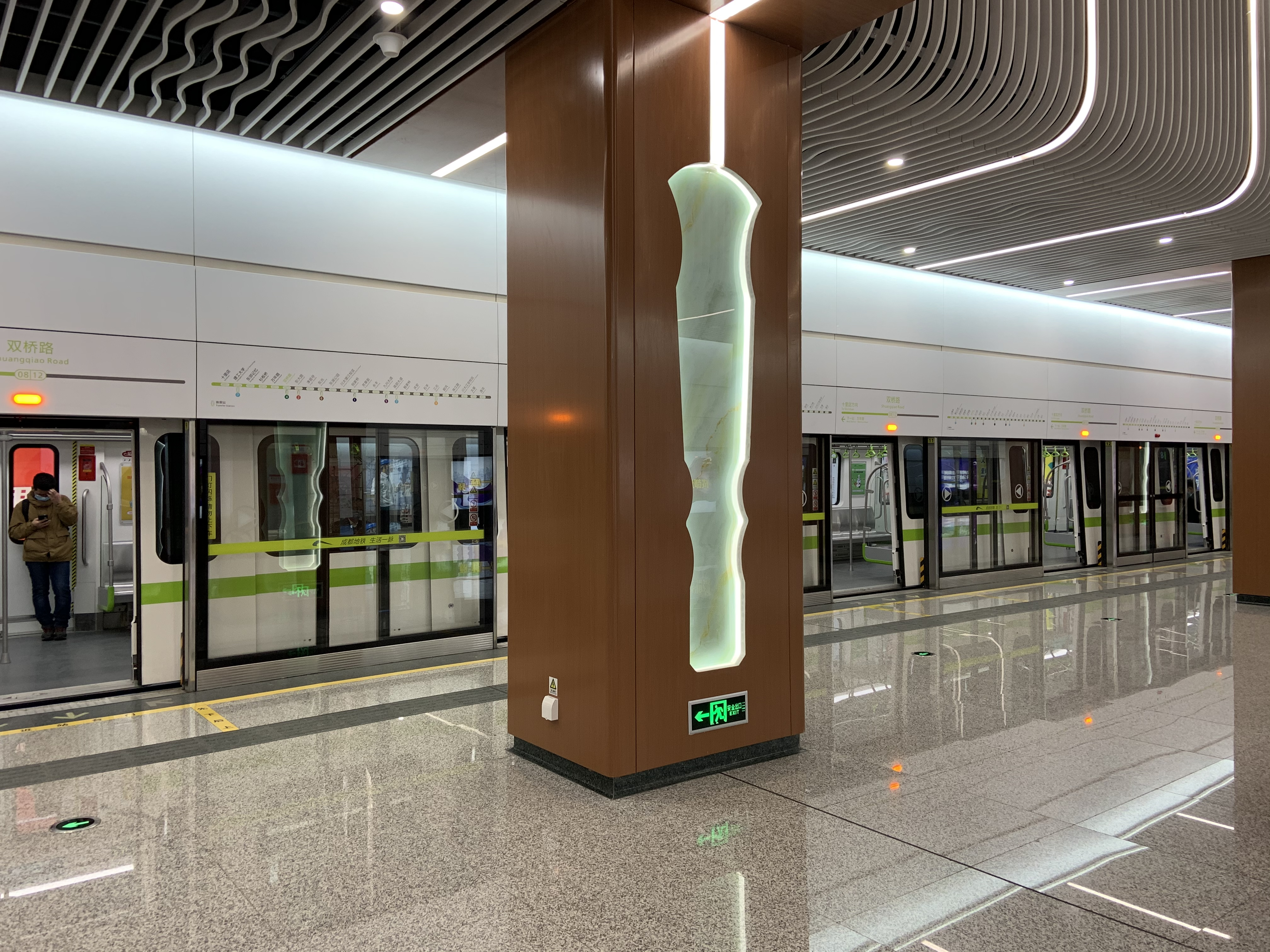
站台立柱上的古琴装饰

本站8号线站区为8号线20座一般艺术站之一，以“传统国韵”为灵感，以中国传统乐器融入站点装修，并结合流线型天花板，打造出文化气息浓厚的乘车环境。

## 出入口
本车站目前开放6个出入口。
|                |                         |                                               |      |  |
|                |                         |                                               |      |  |
| 编号           | 设施                    | 指示                                          | 照片 |  |
| 连通 4号线站厅 |                         |                                               |      |  |
|                |                         | 双福二路、二环路东三段                        |      |  |
| 出口 · C       | 无障碍电梯 无障碍卫生间 | 双福二路、双成二路                            |      |  |
| 出口 · D       |                         | 双福二路、二环路东三段、双桥路、万年场站(BRT) |      |  |
| 连通 8号线站厅 |                         |                                               |      |  |
| 出口 · E       | 无障碍卫生间            | 双成一路、双福一路                            |      |  |
| 出口 · F       | 无障碍电梯              | 双成一路、双福一路                            |      |  |
| 出口 · G       |                         | 双福二路、双成二路                            |      |  |

## 公交配套
97、128、341、858、1005

、K1、K1A、K2、K2A、K16等。

## 历史
- 2015年12月26日，4号线车站正式启用[1]；
- 2016年11月21日，8号线车站破土动工[2]；
- 2020年12月18日，8号线车站正式启用。

## 争议
因本站最临近成都老地名“万年场”及万年场公交站，却并未被命名为万年场站，曾一度引起争议，曾有市民建议将本站重新命名为万年场站，并将万年场站更名为双桂路站，但未能被采纳。